# Edém
Edém (latinsky: oedema), neboli otok, je stav, při kterém se v tkáni nebo orgánu vyskytuje více tekutiny, než za normálních fyziologických okolností. Jedná se o hromadění tekutiny v mezibuněčném prostoru (z něhož se může dostat i do jiných prostorů – např. do tělních dutin nebo plicních sklípků), jde o místní poruchu krevního oběhu, která však může mít příčinu i mimo kardiovaskulární systém. Příčiny mohou být místní (například zánět, úraz nebo infuze do podkoží) nebo celkové (například selhání srdce či ledvin).

## Makroskopie
Otoky postihují orgány s množstvím řídkého pojiva a naopak málo postihují parenchymatózní orgány. Edematózní orgán je prosáklý, zduřelý, těstovitý a po zatlačení se v něm vytvoří vkleslina. Kůže nad oteklým místem je lesklá, napjatá a bledá (s výjimkou zánětlivého otoku), po ústupu otoku se zřasí.

## Mikroskopie
Buňky jsou oddálené a zvětšené (otok buněk i intersticia), mezi snopečky vaziva jsou štěrbiny vyplněné edémovou tekutinou.

## Funkční dopad otoku
Vázne výměna vody a živin mezi krví a buňkami, v důsledku toho se mění podmínky metabolismu.

## Příčiny edémů
Příčiny otoků jsou patologické stavy, při kterých převažuje únik tekutiny do mimocévního (extravaskulárního) prostoru nad jejím zpětným vstřebáváním do krve. Patří mezi ně:
1. změna hydrostatického gradientu
2. změna osmotického gradientu (vč. blokády lymfatické drenáže)
3. změna permeability kapilární stěny

## Typy edémů
Rozlišujeme následující typy edémů:

### Venostatický edém
Příčinou venostatického edému je zvýšení hydrostatického tlaku na venózním konci kapiláry (vzroste filtrace vody z kapiláry a klesne zpětná resorpce). Tekutina uniká do intersticia tak dlouho, dokud se hydrostatické tlaky nevyrovnají. Snížením objemu intravaskulárního řečiště je přes baroreceptory aktivována smyčka R-A-A, která způsobí zadržování vody.
Mezi příčiny patří:
- pravostranné srdeční selhávání (kardiální edémy)
  - základním projevem je vznik perimaleolárních (symetrických) otoků (u stojících či sedících pacientů, u ležících jsou oteklé zádové oblasti a genitál), které se šíří vzhůru
- venostáza při blokádě žilního průtoku
  - (trombóza, útlak žil nádorem nebo těhotnou dělohou) – asymetrické, lokální
- levostranné srdeční selhávání
  - edém plic (nejprve intersticiální, překročí-li hydrostatický tlak tekutiny tlak alveolárního vzduchu, vzniká edém alveolární)

### Hypalbuminotický edém
Příčinou hypalbuminotického edému je nedostatek plasmatických bílkovin (zejména albuminů), jehož důsledkem je pokles onkotického tlaku krve. Dochází k poklesu zpětného vstřebávání vody z intersticia do kapilár, tekutina pronikající do intersticia zvětšuje jeho hydrostatický protitlak a po ustavení rovnováhy se tvorba otoku zastaví. Úbytek intravaskulární tekutiny aktivuje systém R-A-A, který ovlivněním renálních funkcí (funkcí ledvin) způsobí zadržování vody. Hypalbuminotický edém vzniká zejména tam, kde je málo elastického pojiva (např. oční víčka).
Příčiny rozlišujeme na nefrogenní, hepatogenní, dietní a enterální. Konkrétně do nich patří:
- ztráty krevních bílkovin
  - (nefrotický syndrom – proteinurie, exsudativní enteropatie)
- nedostatečná tvorba krevních bílkovin
  - (jaterní selhání)
- podvýživa, nádory, malabsorpce
  - (kachektický edém)

### Lymfostatický edém
Lymfostatický edém, zkráceně lymfedém, je lokalizovaný, tuhý, asymetrický otok (na končetině vede ke vzniku elefantiázy). Při poruše lymfatické drenáže intersticia se v něm hromadí bílkoviny a roste osmotický tlak intersticia. Příčinou jeho vzniku je blokáda lymfatických uzlin a cév:
1. nádorem (nejčastěji metastázy karcinomu v lymfatických uzlinách)
2. zánětem
3. parazitem (vlasovci – Filaria)
4. trombózou lymfatik – u erysipelu (růže – streptokoková infekce)

### Zánětlivý edém
Vlivem zánětových mediátorů roste permeabilita kapilár pro vysokomolekulární látky (exsudace).

### Angioneurotický edém
Angioneurotický edém je zvýšení permeability kapilár účinkem různých toxinů (bodnutí hmyzem, atp.), při sepsi, šoku, inhalaci dráždivých látek v plicích apod.

## Edémová tekutina
Edém lze rozlišit i podle edémové tekutiny, konkrétně pak dle obsahu jejích bílkovin. Rozlišujeme edémové tekutiny, které jsou:
1. chudé na bílkoviny (transsudát) – měkké otoky – venostatický a hypalbuminotický edém
2. bohaté na bílkoviny (exsudát) – tuhé otoky – lymfostatický a zánětlivý edém

## Lokalizace edému
Podle lokalizace rozlišujeme edémy do dvou skupin:
1. lokalizovaný – zánět, lymfedém, trombóza a tromboflebitida (asymetrické)
2. generalizovaný – srdeční selhávání, nefrotický syndrom, jaterní cirhóza

## Zvláštní případy a pojmy
- Edém plic
  - Nastává při levostranném srdečním selhávání (městnání krve v plicích) – tekutina prostupuje do plicních sklípků (alveolů). Klinicky se projevuje vykašláváním růžového zpěněného sputa (později je sputum rezavé). Při dlouhodobější stáze se rozpadají červené krvinky (erythrocyty) a hemoglobin je přeměňován na hemosiderin a ten je fagocytován alveolárními makrofágy (siderofágy), které se dostávají i do edémové tekutiny (odtud rezavá barva sputa), vazivo intersticia se zmnožuje. Makroskopicky je plíce zvětšená, tuhá, prosáklá, na řezu z ní vytéká zpěněná čirá tekutina, u dlouhodobějších stavů je plíce rezavě zbarvená a tuhá (rezavá indurace plic).
- Edém mozku
  - Makroskopicky je mozek zvětšený, těžší, zúžené sulci, oploštělé gyri tlakem na kalvu, zúžené komory (na rozdíl od atrofie mozku, kdy jsou naopak komory a sulci rozšířené a gyri zúžené, atrofický mozek má menší hmotnost). Vznikají tlakové kužele (conus occipitalis, temporalis, interhaemisphericus, frontalis)
- Hydrops
  - Jedná se o povšechný edém s přítomnosti edémové tekutiny (transsudátu) v preformovaných dutinách (serosní dutiny, klouby). Rozlišujeme buď:
    - hydrothorax (v pleurálních dutinách)
    - hydroperikard (v perikardovém vaku)
    - hydroperitonaeum = ascites (v peritoneální dutině)
    - hydrokéla (v cavum serosum scroti)
- Hydrops foetus universalis
  - Např. při Rh inkompatibilitě (matka Rh-, otec Rh+, dítě Rh+).
- Anasarka
  - neboli generalizovaný edém je pokročilé stadium otoků, které postihuje celý tělesný povrch a dutiny (nejčastěji vzniká při onemocnění ledvin, jater, srdce nebo při těžké alergii)[1]
- Macerace
  - změknutí tkáně působením vody (hlavně postmortálně u plodů odumřelých in utero)